# Elliott Smith
Pour les articles homonymes, voir Elliott Smith (homonymie) et Smith.
Steven Paul Smith, dit Elliott Smith, est un auteur-compositeur-interprète américain né le 6 août 1969 à Omaha (Nebraska) et mort le 21 octobre 2003 à Los Angeles.
Après avoir joué dans le groupe Heatmiser pendant plusieurs années, il entame une carrière solo en 1994. Il est révélé au grand public grâce à sa chanson Miss Misery écrite pour le film Will Hunting, et nommée en 1998 aux Oscar du cinéma dans la catégorie « Meilleure chanson originale ».
Elliott Smith meurt en 2003, à l’âge de 34 ans, des suites de deux coups de couteau portés à la poitrine. Bien que la thèse du suicide ait été largement avancée, les circonstances de sa mort demeurent encore imprécises.

## Biographie

### Jeunesse

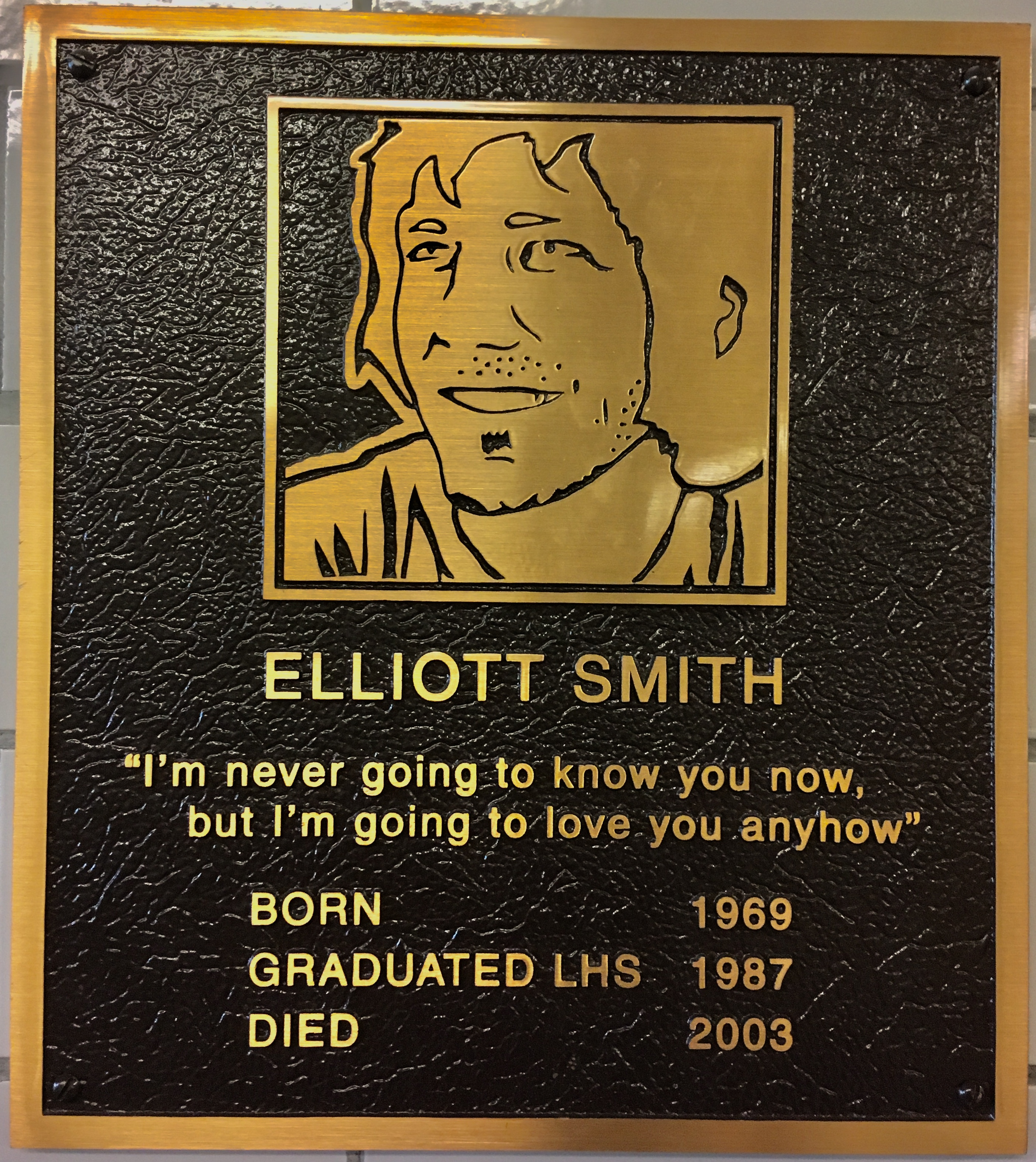
Plaque commémorative dans son lycée, la Lincoln High School à Portland.

Steven Paul Smith nait le 6 août 1969 à l’hôpital Clarkson d'Omaha, dans le Nebraska. Sa mère est institutrice et son père est encore étudiant en médecine au moment de sa naissance. À la suite du divorce de ses parents, un an après, son père entre dans l’US Air Force et est envoyé aux Philippines en tant que médecin.
Steven et sa mère déménagent rapidement vers Duncanville au Texas, dans la banlieue de Dallas, où elle se remarie en 1973. Son nouvel époux est de tempérament violent, et bat souvent sa femme et son beau-fils. Cette période aurait beaucoup marqué Elliott Smith et il la racontera plus tard à travers les paroles de Some Song : « Charlie beat you up week after week, and when you grow up you’re going to be a freak » (« Charlie te bat semaine après semaine et quand tu seras grand, tu seras taré »). Le nom de Charlie réapparaîtra par la suite dans quelques chansons, comme Flowers For Charlie ou No Confidence Man, et il est, d'après Elliott Smith lui-même, le sujet de la chanson Waltz #2.
Durant toute l'enfance d'Elliott Smith, sa famille, mormone puis méthodiste, l’emmène souvent à l’église, ce qui l’ennuie beaucoup et le laisse plutôt indifférent. Cependant il gardera de cette période une peur de l’enfer, et ce jusqu'à sa mort, selon le biographe Benjamin Nugent.
Smith commence le piano et la guitare à l’âge de neuf ans et quatre ans plus tard, il écrit sa première chanson. Beaucoup de membres de la famille du côté de sa mère sont ou étaient musiciens amateurs : son grand-père était batteur et sa grand-mère faisait partie d’une chorale. Adolescent, il écoute Bob Dylan, Kiss, The Clash, Elvis Costello, Hank Williams, mais surtout les Beatles[réf. nécessaire]. Smith a continué à être un fan des Beatles (et de leurs carrières solos) qu'il écoutait fréquemment depuis l'âge de quatre ans.
À 14 ans, Elliott Smith déménage à Portland dans l’Oregon, pour vivre avec son père, qui est alors installé comme psychiatre. C’est à cette époque qu’il expérimente pour la première fois la drogue et l’alcool. Il commence aussi à se familiariser avec les techniques d’enregistrement après avoir emprunté à un ami un enregistreur quatre pistes.
Au lycée, Smith fait partie d’un groupe appelé « Stranger Than Fiction ». C'est à ce moment qu'il change de prénom pour se rebaptiser « Elliott ».
Le 3 juin 1987, il est diplômé de son lycée et se classe parmi les premiers[réf. nécessaire].

### Heatmiser etRoman Candle
Elliott Smith est ensuite diplômé en philosophie et science politique de l’université d'arts libéraux de Hampshire (en) à Amherst dans le Massachusetts, en 1991. À ce propos, il déclare en 2003 : « Cela me prouve que je peux faire pendant quatre ans quelque chose dont je n’ai absolument pas envie, même si j’ai apprécié ce que j’ai appris. À l’époque, aller à l’université m’apparaissait comme la chance d’une vie. Mais, j’y étais surtout allé à cause de ma petite amie et nous avons finalement rompu avant le premier jour des cours ». Son diplôme en poche, il commence pourtant à travailler dans une boulangerie de Portland.[réf. nécessaire]
En parallèle, Elliott Smith forme le groupe Heatmiser avec Neil Gust, Tony Lash et Brandt Peterson. Leur musique est très vite comparée à celle de Fugazi ainsi qu'à des groupes punk, voire grunge.  Le groupe se sépare en 1995 après avoir signé un contrat chez Virgin Records qui donne naissance à l’album Mic City Sons. Malgré la dissolution du groupe, Elliott Smith reste lié par contrat à Virgin. Cet accord, qui entraîne, entre autres, la vente des droits de Virgin à DreamWorks SKG en 1998, va poursuivre le compositeur jusqu'à la fin de sa vie.
Juste avant la dissolution de Heatmiser, Smith commence à s’enregistrer en solo avec sa guitare acoustique, à l’aide de l’enregistreur quatre pistes de son ami. Dépourvues d’arrangements et de guitares électriques, ses compositions solo se démarquent fortement de son précédent groupe et les thèmes de la dépendance aux drogues, de la dépression, ou encore de la trahison commencent à s'installer dans son univers musical. Son premier album, Roman Candle (1994), est à la base un recueil de « démos » qui n’avaient pas leur place avec les autres chansons de Heatmiser. C’est JJ Gonson, la petite amie de Smith, qui le convainc à l’époque d’envoyer la cassette à la maison de disques Cavity Search Records. Le patron du label, Christopher Cooper, tombe immédiatement sous le charme et demanda à ce qu’on le commercialise tout de suite.
L’album est essentiellement composé de morceaux à la guitare acoustique, accompagnée de nombreuses harmonies vocales et occasionnellement de quelques riffs de guitare électrique en son clair ou de quelques légers beats de batterie. Seul le dernier titre (instrumental), Kiwi Mad Dog 20/20 (une référence à un vin bon marché dont la marque est « MD 20/20 ») possède un arrangement plus fini. Condor Avenue aurait été écrite par Elliott Smith quand il avait seulement 17 ans.
Le premier opus du musicien est réédité pour être distribué par la maison de disques Kill Rock Stars au cours de l'année 2010.

### Elliott SmithetEither/Or
En 1995, le deuxième album intitulé simplement Elliott Smith sort sur le label Kill Rock Stars. De par son style dépouillé, le disque se rapproche de Roman Candle. Dans cet album essentiellement enregistré par Smith, Rebecca Gates participe aux chœurs sur St. Ides Heaven et Neil Gust, le guitariste d’Heatmiser, joue de la guitare sur Single File. Alors qu'il a toujours affirmé ne pas avoir consommé de drogues pendant les années 1990, certaines chansons comme Needle In The Hay laissent entendre que Smith commençait à souffrir d'addiction[réf. nécessaire].

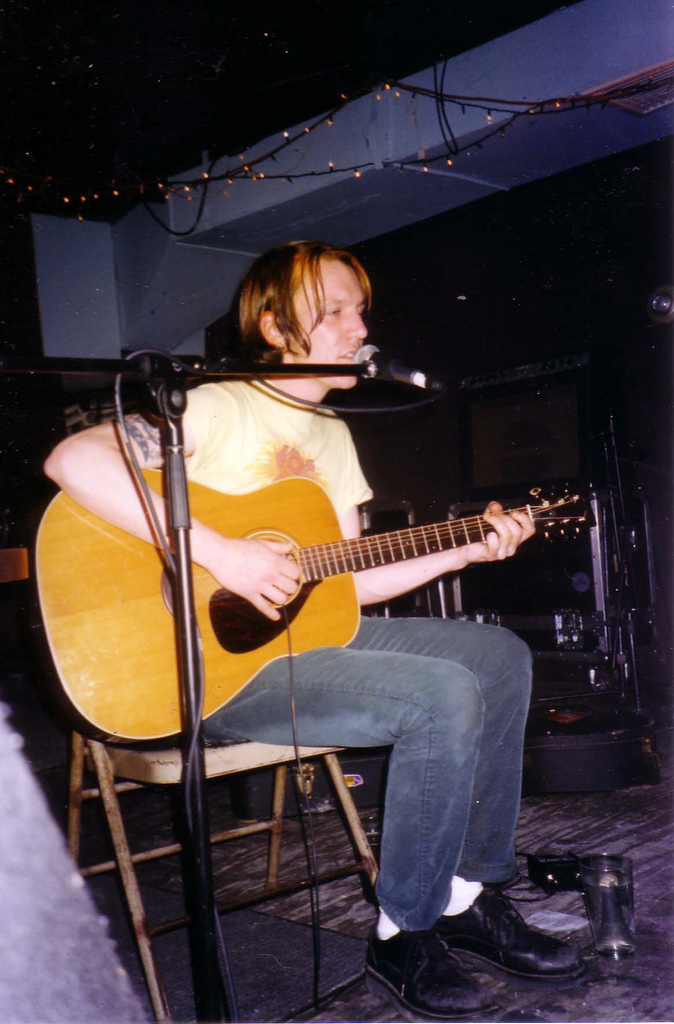
Elliott Smith en concert à Brooklyn en 1997.

Le troisième album, Either/Or, sort en 1997, à nouveau sous le label Kill Rock Stars. Ce nouveau disque, très bien accueilli par la critique[réf. nécessaire], souligne un désir pour Smith d'enrichir sa musique et ses compétences en utilisant plus d'instruments notamment la basse, la batterie et la guitare électrique. Cet album est considéré par certains comme le dernier album « underground » de sa discographie[réf. nécessaire].
Le titre de ce troisième album provient du livre éponyme Ou bien... ou bien de Søren Kierkegaard. Il exploite les thèmes de l’angoisse, du désespoir, de la mort ou encore de Dieu. L'idée d’utiliser le titre de ce livre reflète l’intérêt de Smith pour la philosophie, matière qu’il avait étudiée de manière intense au cours de ses études supérieures[réf. nécessaire].

### Musique de film
En 1997, Smith est choisi par Gus Van Sant, qui vit lui aussi à Portland, pour figurer sur la bande originale du film Will Hunting (Good Will Hunting). Smith utilise pour l’occasion la chanson Miss Misery et enregistre une version orchestrale de Between the Bars. Un titre de Roman Candle, No Name #3 et deux de Either/Or, Angeles et Say Yes, y sont aussi ajoutés. Le film connaît un grand succès auprès des critiques et des spectateurs et permet à Smith d'être nommé pour l’Oscar de la meilleure chanson originale avec Miss Misery. Il accepta de venir l'interpréter lorsque les organisateurs de la cérémonie l'informèrent que s'il ne chantait pas cette chanson lui-même, un autre s'en chargerait à sa place[réf. nécessaire].
Le 5 mars 1998, Smith fait ses débuts à la télévision nationale en apparaissant dans l'émission Late Night with Conan O'Brien. Il y joue Miss Misery, seulement accompagné de sa guitare acoustique. Le même mois, il joue, toujours seul et vêtu d'un costume blanc, une version écourtée de sa chanson à l'occasion de la 70e cérémonie des Oscars, accompagné par l’orchestre de la soirée. L'oscar est finalement remporté par James Horner et Will Jennings pour My Heart Will Go On, chantée par Céline Dion pour le film Titanic.
En 1998, Smith enregistre une reprise a cappella de Because des Beatles pour le film American Beauty. La chanson, qui illustre le générique du film, fait forte impression et accroît la popularité d'Elliott Smith[réf. nécessaire]. Bien qu'étant la seule reprise des Beatles à avoir été éditée, Smith a également enregistré Revolution pendant les sessions de XO et a joué durant ses concerts les chansons Long, Long, Long, I Me Mine, Blackbird, Yer Blues ou encore I'm So Tired. 
En 2001, le réalisateur Wes Anderson souhaitait ouvrir son film La Famille Tenenbaum avec une reprise de Hey Jude par Elliott Smith. Le cinéaste renonça à ce projet, en raison des problèmes de santé du chanteur. C'est finalement Needle in the Hay qui est utilisée dans une scène du film.

### XOetFigure 8
En 1998, après le succès de l'album Either/Or et du morceau Miss Misery, Smith signe chez DreamWorks SKG Records, entamant ainsi une relation de cinq ans qui allait se conclure dans des circonstances plus ou moins mystérieuses.
À cette époque, Smith connaît de multiples périodes de dépression. Inquiets, ses amis décideront d'intervenir, ce qu'il ne leur pardonnera jamais vraiment.
Le premier album sous DreamWorks SKG, intitulé XO, sort quelques jours après. Il est produit par Rob Schnapf et Tom Rothrock. L’album marque une différence assez nette avec les précédents, notamment à travers la présence de plusieurs instruments sur chaque titre et l’apparition en force des pistes de piano de Smith. Cet album se vend, de son vivant, à 200 000 exemplaires et devient ainsi le disque le plus vendu de sa carrière.

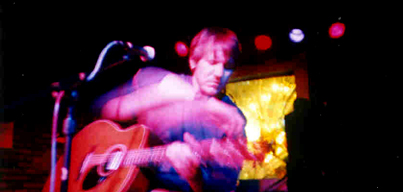
Elliott Smith en concert à Los Angeles en mars 2000.

D'abord intitulé Place Pigalle - à la suite d'un séjour à Paris et d'un coup de foudre pour une Française en 1999 - Figure 8, le cinquième album d’Elliott Smith, sort en 2000 et marque le retour de Rothrock, Schnapf et Waronker. Trois titres sont enregistrés à Abbey Road, le reste dans différents studios à Los Angeles. S'ensuit une importante tournée de promotion où Smith apparait entre autres dans des émissions comme le Late Night with Conan O'Brien ou encore le Late Show with David Letterman. Si les photos promotionnelles au début de la tournée montrent un artiste sobre et en forme, son apparence physique et sa santé se détériorent au fil des mois[réf. nécessaire].

### Enregistrement deFrom a Basement on the Hill
Les années qui suivent se révèlent sombres pour le chanteur, devenu dépendant à l’héroïne pendant la tournée de Figure 8. Un projet d'album prévu avec Rob Schnapf est rapidement abandonné. D’autre part, Smith se sépare de sa manager Margaret Mittleman, avec qui il collaborait depuis la période Roman Candle.
Il commence à enregistrer un nouvel album avec Jon Brion en tant que producteur. Alors que plusieurs chansons sont déjà enregistrées, la collaboration tourne court quand Brion confronte Smith à ses problèmes de drogue et d’alcool.  Par conséquent, Smith se débarrasse des enregistrements, qui représentent plus de la moitié de l'album, en invoquant qu’ils lui rappelleront toujours de mauvais souvenirs[réf. nécessaire].
À la suite de cet échec, DreamWorks SKG demande à Smith de s’expliquer sur les raisons de cet abandon. Après quelques discussions infructueuses, l'auteur-compositeur envoie aux dirigeants du label une lettre énonçant qu’il se suiciderait s'ils ne le libéraient pas de ses obligations.
En 2001, Elliott Smith cherche à réenregistrer l’album. Selon David McConnell, collaborateur de Smith et musicien, le chanteur parlait beaucoup de suicide et le risque d'overdose était constant[réf. nécessaire].
Par ailleurs, ses concerts se font de plus en plus rares et ont lieu essentiellement aux alentours de Los Angeles et dans le Nord-Ouest Pacifique. Dans un compte-rendu de son concert du 20 décembre 2001 à Portland, un journaliste s’étonne de son apparence et de sa performance : ses cheveux sont gras et longs, son visage barbu et décharné et pendant qu'il interprète ses chansons, il est victime, à de nombreuses reprises, de trous de mémoire ou de maladresses. Les fans sont choqués de son incapacité à se souvenir de chansons qu’eux-mêmes connaissent par cœur. Lors des concerts qu’il donne après 2001, il bafouille des phrases difficilement compréhensibles à propos de la période difficile qu’il vient de traverser, tout en déclarant être désormais clean[réf. nécessaire].
La biographie parue en 2004 Elliott Smith and the Big Nothing mentionne que durant la période d'enregistrement de son dernier album, Elliott Smith montrait des signes de paranoïa, se croyant poursuivi par un van blanc en permanence. Il incriminait explicitement DreamWorks SKG, ne mangeait presque plus, restant parfois éveillé pendant des jours avant de perdre conscience pendant une durée pouvant atteindre 24 heures.

### Dernières années

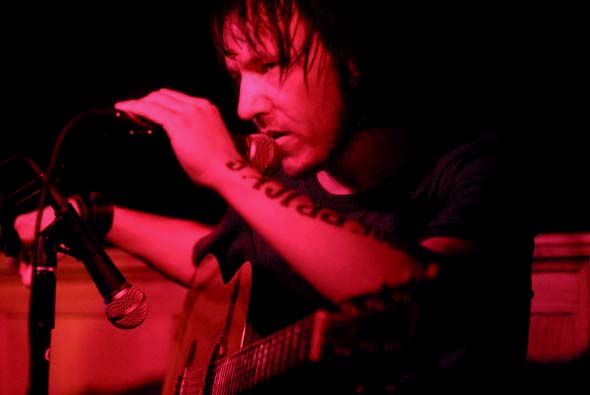
Elliott Smith lors d'un concert à New York en janvier 2003.

Après cette période noire, les choses s’arrangent quand Elliott Smith accepte de suivre une cure de désintoxication dans un centre à Beverly Hills en septembre 2002. L’expérience est bénéfique puisque l'artiste parvient à arrêter l’héroïne et le crack. On lui avait diagnostiqué un TDAH quelque temps auparavant.
En novembre 2002, Smith renoue avec les problèmes quand il est arrêté par la police de Los Angeles avec sa petite amie, Jennifer Chiba, après être intervenu dans un différend entre des policiers et un jeune spectateur. Les policiers expliqueront avoir pris Smith pour un clochard. Il est blessé à la main et au dos pendant l’incident, ce qui l’oblige à annuler plusieurs dates[réf. nécessaire].
Cependant, Smith résiste à ses démons puisqu’il ne semble plus toucher aux drogues depuis son séjour en clinique. Les rumeurs concernant son état de santé sont rassurantes. À ce moment, il s'intéresse à de nouveaux genres musicaux. Mais, à l’image de sa personne, l’équilibre qu’il parvient à trouver est encore très fragile.
Elliott Smith meurt le 21 octobre 2003 à Los Angeles, à l’âge de 34 ans, de deux coups de couteau portés à la poitrine au cours d’une dispute avec Jennifer Chiba. Selon le témoignage de cette dernière, ils se disputent et elle s’enferme dans la salle de bain. Chiba entend Smith crier et en ouvrant la porte, elle voit Smith avec un couteau planté dans la poitrine. Elle retire le couteau de la poitrine et il s’effondre juste avant qu'elle appelle les secours. Elliott Smith décède à 13 h 36 à l’hôpital des suites de ses blessures. S'il est souvent rapporté que cet acte était un suicide, le rapport d’autopsie laisse la thèse de l’homicide ouverte :
« Si ses problèmes de dépression, de même que l'emplacement et l’angle des coups portés à la poitrine, sont bien compatibles avec l'hypothèse d'un suicide, de nombreux éléments atypiques du dossier ne permettent pas de conclure au suicide mais laissent envisager la possibilité d’un homicide : l’absence de « blessures d’hésitations », le fait que les coups aient été portés à travers les vêtements, ou encore la présence de blessures légères au bras droit et à la main gauche (peut être des blessures de défense) constituent autant d'éléments troublants. D’autre part, le retrait du couteau par la petite amie ainsi que son refus de parler aux inspecteurs représentent d’autres éléments devant être soulignés. »
À l’heure actuelle, sa mort n’est pas officiellement reconnue comme étant un suicide et malgré l’absence de nouveaux éléments depuis 2003, l’enquête est toujours ouverte.
Un de ses amis, Mark Flanagan, le propriétaire du Largo, un club où Elliott Smith jouait régulièrement, déclara après sa mort : « Je ne pense pas qu'il se soit tué [...] ».

### Hommages
Dès l’annonce de sa mort, un mémorial est improvisé devant Solutions Audio (4334 Sunset Boulevard, à Los Angeles, en Californie), l’endroit où a été prise la photo illustrant la pochette de l'album Figure 8. Des messages d’adieu, des fleurs et des bougies y sont déposés.

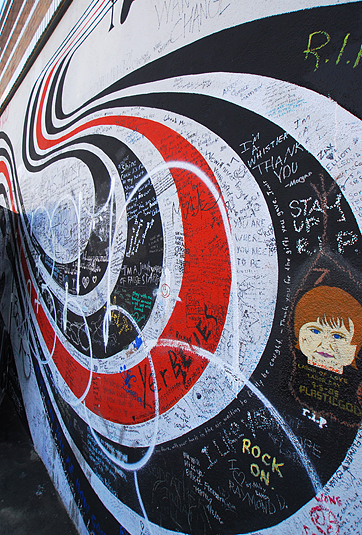
Mémorial le long de Sunset Boulevard à Los Angeles, lieu où la photo illustrant la pochette de Figure 8 a été prise. (voir cette photo pour une vue de face)

Des T-Shirts, des bootlegs ou encore des bracelets en cuir (similaires à celui que Smith portait) sont commercialisés après la mort de l’artiste[réf. nécessaire]. Divers produits comme les vinyles de XO et Figure 8  sont également mis en vente aux enchères sur eBay.
Le chanteur britannique Badly Drawn Boy dédie son album One plus One is One à Elliott Smith en 2004.
En 2005, Ben Folds lui dédie la chanson Late issue de son album Songs for Silverman. La même année, le groupe français Blankass lui rend hommage en intitulant leur quatrième album, Elliott.
Le pianiste Brad Mehldau, lui dédie la chanson Sky Turning Grey de l'album Highway Rider, paru en 2010.
Pour les dix ans de la mort du chanteur, le réalisateur Nickolas Rossi lui consacre un film documentaire intitulé Heaven Adores You.
En 2015, le groupe The Color Bars Experience composé de onze musiciens classiques rend hommage à Elliott Smith et célèbre les 15 ans de l'album Figure 8 en reprenant de nombreux titres lors d'une tournée française.  L'orchestre, accompagné au chant par Jason Lytle de Grandaddy (qui avait participé à la tournée de Figure 8 d'Elliott Smith), par Ken Stringfellow des Posies et par Troy Von Balthazar de Chokebore, a donné son premier concert au Printemps de Bourges.

### Publications posthumes et réactions
From a Basement on the Hill, après presque quatre années de production, sort finalement le 19 octobre 2004. La famille Smith, qui contrôle désormais le patrimoine de l'artiste, choisit Rob Schnapf, qui avait déjà travaillé sur XO et Figure 8, ainsi que Joanna Bolme, l’ex-petite amie d’Elliott, pour préparer le mixage final et la sortie de l’album. Ce sixième opus est finalement composé d’un disque simple de quinze titres. Beaucoup de chansons parmi les plus sombres comme True love, Abused ou Suicide Machine, ne sont finalement pas ajoutées.
David McConnell, ayant pourtant participé en grande partie à l’enregistrement, n’est pas consulté pour le mixage alors qu’il possède trois années de notes écrites par lui-même ou par Elliott Smith pendant la préparation de l’album. Ce dernier rapporte être à l'origine du titre instrumental Ostriches & Chirping et qu’il ignore comment ce morceau a pu se retrouver sur l’album.
McConnell confie : « Je ne pense pas qu’il aurait sorti ce disque-là. [Son] album [à lui] aurait contenu plus de chansons et le mixage aurait été différent, un peu plus brut ». Schnapf exprime plus ou moins le même avis. Il déclare qu’il n’avait, en tout cas, rien ajouté aux chansons et qu’il n’avait fait que mixer ce qui avait déjà été enregistré.
Le 8 mai 2007, une double compilation posthume intitulée New Moon est commercialisée par le label Kill Rock Stars. L'album contient 24 chansons enregistrées par Elliott Smith entre 1994 et 1997, période durant laquelle il fut sous contrat avec le label. Les morceaux présents sur le disque sont des démos, des versions travaillées, des faces B déjà sorties et même des titres inachevés. Aux États-Unis, l'album débute à la 24e place au Billboard 200, s'écoulant à près de 24 000 copies lors de sa première semaine de commercialisation. Une part significative des revenus engendrés par cet album est destinée à être reversée à Outside In, une association d'aide aux jeunes sans domicile fixe et aux adultes à bas revenus, basée à Portland dans l'Oregon.
En mai 2007, la publication d'un ouvrage intitulé Elliott Smith réalisé par Autumn de Wilde est annoncée. Celui-ci contient des photographies, des paroles manuscrites et des entretiens inédits avec des personnes de l'entourage proche d'Elliott Smith, ainsi qu'un disque dévoilant cinq titres inédits joués en acoustique par Elliott Smith au club Largo à Los Angeles. La préface est écrite par le chanteur Beck et par Chris Walla des Death Cab for Cutie. Le livre est paru le 25 octobre 2007 aux États-Unis.
Le 1er novembre 2010, un album compilation intitulé An introduction to... Elliott Smith est publié.

## Discographie

### Filmographie
- 1997 : Lucky Three: An Elliott Smith Portrait réalisé par Jem Cohen
- 1998 : Strange Parallel de Steve Hanft
- 2014 : Heaven adores you de Nickolas Rossi

### Bandes originales

#### Films
- 1997 : Le Maître du jeu (The Maker) : Ballad of Big Nothing et Cupid's Trick
- 1997 : Will Hunting (Good Will Hunting) de Gus Van Sant : Miss Misery (inédite), Between The Bars (orchestral version), No Name #3, Angeles et Say Yes
- 1998 : La Méthode zéro : Rest My Head Against the Wall
- 1999 : American Beauty : Because (reprise des Beatles)
- 2000 : Au nom d'Anna (Keeping the Faith) : Pitseleh
- 2001 : Antitrust : Son of Sam
- 2001 : La Famille Tenenbaum de Wes Anderson : Needle in the Hay
- 2001 :  Southlander : Splitsville et Snowbunny's Serenade (version alternative du morceau Bye qui clôt l'album Figure 8)
- 2003 : Ora o mai più : Say Yes
- 2004 : The Girl Next Door : Angeles
- 2005 : Âge difficile obscur : Thirteen (reprise de Big Star), Trouble (reprise de Cat Stevens) et Let's Get Lost
- 2006 : Die Österreichische Methode : Tomorrow Tomorrow
- 2007 : Mère-fille, mode d'emploi (Georgia Rule) : I Don't Think I'm Ever Gonna Figure It Out
- 2007 : The Go-Getter : Coast to Coast
- 2007 : Paranoid Park de Gus Van Sant : Angeles et The White Lady Loves You More
- 2009 : American Pie présente : Les Sex Commandements : Say Yes
- 2009 : Amore : Pretty (Ugly Before)
- 2009 : In the Air : Angel in the Snow
- 2010 : Restless de Gus Van Sant
- 2012 : L'Amour malgré tout (Stuck in Love) : Between the Bars
- 2014 :  Love, Rosie : Son of Sam
- 2016 :  Whiskey Tango Foxtrot : Going Nowhere

#### Séries télévisées
- 2005 : Newport Beach (The O.C.) (Saison 2, épisodes 7 et 10) : Twilight et Pretty (Ugly Before)
- 2006 : Cold Case : Affaires classées (Saison 2, épisode 16) : Waltz #2
- 2007 : Esprits criminels (Saison 2, épisode 5) : Clementine
- 2007 : Gossip Girl (Saison 1, épisode 7) : Whatever (Folk Song In C)
- 2009 : Private Practice (Saison 2, épisode 22) : Angeles
- 2011 : Fresh Meat (Saison 1, épisode 1) : Waltz #2 (XO)
- 2015 : Rick et Morty (Saison 2, épisode 7) : Between the bars
- 2016 : Blacklist (Saison 4, épisode 8) : Between the bars
- 2017 : 13 reasons why (Saison 1, épisode 5) : Thirteen
- 2017 : Ray Donovan (Saison 5, épisode 5) : King's Crossing
- 2017 : Mr Robot (Saison 3, épisode 4) : Everything Means Nothing to Me
- 2019 : The Walking Dead (Saison 10, épisode 3) : Care of Cell 44 (reprise de The Zombies)
- 2020 : Normal People (Saison 1, épisode 2) : Angeles

#### Jeux vidéo
- 2009 : Guitar Hero 5 : L.A.

#### Liens officiels
- (en) Sweet Adeline : le site officiel d'Elliott Smith
- (en) Cavity Search Records
- (en) Kill Rock Stars

#### Bases de données et notices
- Ressources relatives à la musique :   - AllMusic
  - Billboard
  - Carnegie Hall
  - Discogs
  - Last.fm
  - Munzinger Pop
  - MusicBrainz
  - Muziekweb
  - Rate Your Music
  - Rolling Stone
  - Songkick
- Ressources relatives à l'audiovisuel :   - IMDb
  - Rotten Tomatoes
- Ressource relative à plusieurs domaines :   - Radio France
- Notice dans un dictionnaire ou une encyclopédie généraliste :   - Nationalencyklopedin
- Notices d'autorité :   - VIAF
  - ISNI
  - BnF (données)
  - IdRef
  - LCCN
  - GND
  - Italie
  - Pays-Bas
  - Norvège
  - Tchéquie
  - WorldCat